# Sportovní kondice
Sportovní kondice je schopnost provozovat sport bez větších pohybových nebo dechových obtíží. Je měřitelná sportovním výkonem ve vybraném sportu. Pohybové schopnosti, jako je pohybová paměť a tělesná flexibilita, získává člověk tréninkem. Na dechové schopnosti má vliv opět pravidelný trénink, čímž tělo získává dostatečnou kapacitu plic a efektivní fungování tělesných orgánů (transport kyslíku a živin, posílení hladkého svalstva).